# Sally Kipyego
Sally Jepkosgei Kipyego (Kapsowar, 19 dicembre 1985) è una mezzofondista e maratoneta keniota naturalizzata statunitense.

## Palmarès
| Anno                                | Manifestazione    | Sede    | Evento        | Risultato | Prestazione | Note                                     |
| ----------------------------------- | ----------------- | ------- | ------------- | --------- | ----------- | ---------------------------------------- |
| In rappresentanza del Kenya         |                   |         |               |           |             |                                          |
| 2001                                | Mondiali di cross | Ostenda | Corsa U20     | 8ª        | 22'22"      |                                          |
| 2001                                | Mondiali di cross | Ostenda | A squadre U20 | Argento   | 20 p.       |                                          |
| 2011                                | Mondiali          | Taegu   | 10000 m piani | Argento   | 30'50"04    |                                          |
| 2012                                | Giochi olimpici   | Londra  | 5000 m piani  | 4ª        | 15'05"79    |                                          |
| 2012                                | Giochi olimpici   | Londra  | 10000 m piani | Argento   | 30'26"37    | Miglior prestazione personale            |
| 2015                                | Mondiali          | Pechino | 10000 m piani | 5ª        | 31'44"42    | Miglior prestazione personale stagionale |
| In rappresentanza degli Stati Uniti |                   |         |               |           |             |                                          |
| 2021                                | Giochi olimpici   | Tokyo   | Maratona      | 17ª       | 2h32'53"    | Miglior prestazione personale stagionale |

## Campionati nazionali
2004
- 4ª ai campionati kenioti juniores, 1500 m piani - 4'21"3

2007
- 9ª ai campionati kenioti, 10000 m piani - 34'40"2

2009
- 6ª ai campionati kenioti, 10000 m piani - 33'44"7

2011
- Argento ai campionati kenioti, 10000 m piani - 31'57"8

2012
- Bronzo ai campionati kenioti, 10000 m piani - 32'26"82

## Altre competizioni internazionali
2009
- 4ª al Prefontaine Classic ( Eugene), 2000 m piani - 5'35"20

2010
- Bronzo al Prefontaine Classic ( Eugene), 5000 m piani - 14'54"50

2011
- Argento alla Weltklasse Zurich ( Zurigo), 5000 m piani - 14'30"42
- Argento al DN Galan ( Stoccolma), 5000 m piani - 14'43"87

2012
- Argento al Prefontaine Classic ( Eugene), 3000 m piani - 8'35"89

2014
- 4ª all'Herculis ( Monaco), 5000 m piani - 14'37"18
- 4ª all'Adidas Grand Prix ( New York), 3000 m piani - 8'43"43"

2016
- Argento alla Maratona di New York ( New York) - 2h28'01"

2019
- 7ª alla Maratona di Berlino ( Berlino) - 2h25'10"